# Hexafluorophosphate

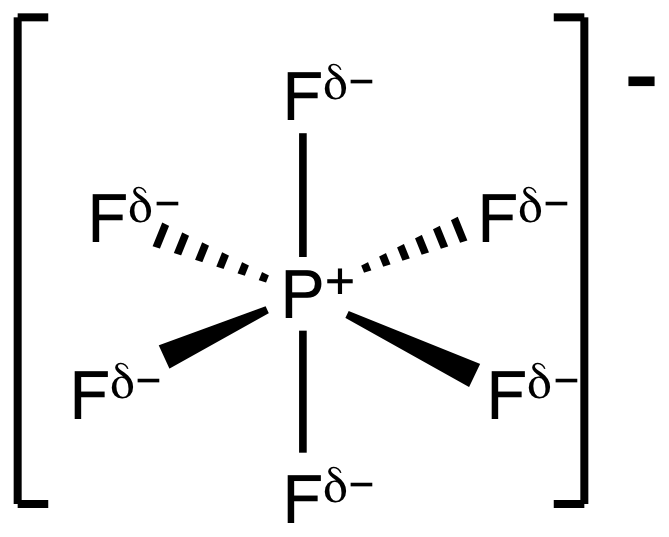
L'anion − porte une charge positive sur l'atome de phosphore et deux charges négatives délocalisées sur les six atomes de fluor.

Les hexafluorophosphates sont des composés chimiques contenant l'anion de formule PF6−, base conjuguée de l'acide hexafluorophosphorique HPF6. L'anion hexafluorophosphate PF6− présente une géométrie octaédrique et est isoélectronique avec l'hexafluorure de soufre SF6 et le dianion hexafluorosilicate SiF62−, ainsi qu'avec l'anion fluoroantimoniate SbF6−. L'atome de phosphore y est présent à l'état d'oxydation +5.

L'anion hexafluorophosphate est faiblement nucléophile, étant également faiblement coordinant. Il est susceptible de se décomposer en libérant du fluorure d'hydrogène dans les liquides ioniques, mais est généralement très stable en solution. L'hydrolyse est très lente, même dans les acides concentrés chauffés et encore plus lente en milieu basique. Il est un peu plus stable à l'oxydation anodique que l'anion tétrafluoroborate BF4− et l'anion perchlorate ClO4−. La solubilité des hexafluorophosphates suit celle des perchlorates. Par exemple, l'hexafluorophosphate de potassium KPF6 et l'hexafluorophosphate de tétraméthylammonium NMe4PF6 sont faiblement solubles dans l'eau tandis que l'hexafluorophosphate de sodium NaPF6, l'hexafluorophosphate d'ammonium NH4PF6 et les hexafluorophosphates de métaux alcalino-terreux sont très solubles dans l'eau.
Les hexafluorophosphates de métaux alcalins comme le sodium et le potassium ainsi que l'hexafluorophosphate d'ammonium peuvent être préparés en faisant réagir les chlorures ou les fluorures correspondants avec l'acide fluorhydrique HF et le pentachlorure de phosphore PCl5 :
MCl + 6 HF + PCl5 ⟶ MPF6 + 6 HCl.
La réaction des fluorures, par exemple du fluorure de potassium KF et du fluorure de césium CsF, avec le trifluorure de phosphore (en) PF3, donne également l'hexafluorophosphate correspondant :
3 MF + 5 PF3 (en) ⟶ 3 MPF6 + 2 P.
Il est également possible de faire réagir de l'hexachlorophosphazène (NPCl2)3 avec du fluorure d'hydrogène HF pour obtenir de l'hexafluorophosphate d'ammonium NH4PF6 :
(NPCl2)3 + 18 HF ⟶ 2 NH4PF6 + 6 HCl.
Les hexafluorophosphates de nitrosonium NOPF6 et de nitronium NO2PF6 peuvent être préparés en faisant réagir du pentabromure de phosphore PBr5 et du trifluorure de brome BrF3 avec respectivement du chlorure de nitrosyle NOCl et du dioxyde d'azote NO2.
La réaction de l'hexafluorophosphate d'argent AgPF6 avec des halogénures permet également de produire des hexafluorophosphates. Les halogénures d'argent forment des précipités qui permettent à la réaction de se poursuivre. Dans la mesure où les sels d'hexafluorophosphate sont souvent insolubles dans l'eau mais solubles dans les solvants organiques polaires, l'addition d'hexafluorophosphate d'ammonium à des solutions aqueuses de nombreux sels inorganiques donne des précipités solides de sels d'hexafluorophosphate. C'est par exemple le cas de la synthèse de sels de rhodocénium :
RhCl3⋅xH2O + 2 C5H6 + NH4PF6 ⟶ [(η5−C5H5)2Rh]PF6↓ + 2 HCl + NH4Cl + x H2O.